# Extravagantul domn Deeds

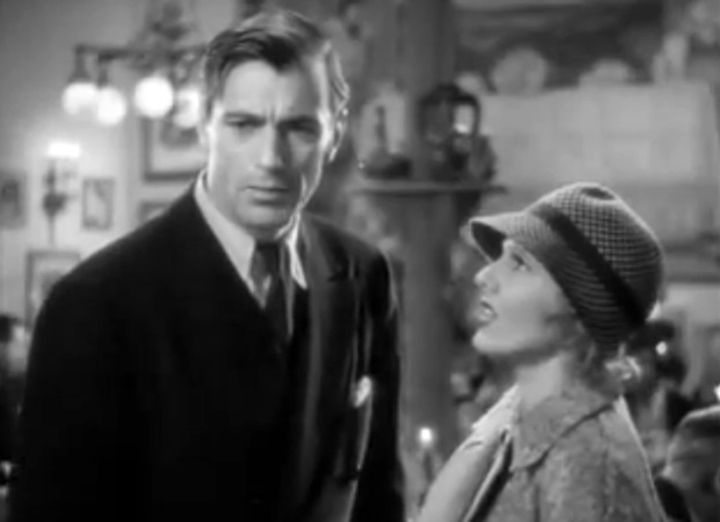
Gary Cooper și Jean Arthur într-o scenă din film

Extravagantul domn Deeds (titlul original: în engleză Mr. Deeds Goes to Town) este un film de comedie-dramatică american, realizat în 1936 de regizorul Frank Capra, după nuvela din 1935, Opera Hat de Clarence Budington Kelland, protagoniști fiind actorii Gary Cooper, Jean Arthur, George Bancroft și Lionel Stander. 

## Distribuție
- Gary Cooper – Longfellow Deeds
- Jean Arthur – Babe Bennett
- George Bancroft – MacWade
- Lionel Stander – Cornelius Cobb
- Douglass Dumbrille – John Cedar
- Raymond Walburn – Walter
- H. B. Warner – Judge May
- Ruth Donnelly – Mabel Dawson
- Walter Catlett – Morrow
- John Wray – Farmer

nemenționați:
- Margaret Seddon – Jane
- Margaret McWade – Amy
- Gustav von Seyffertitz – dr. Emile von Haller
- Emma Dunn – dna. Meredith, menajera domnului Deed
- Charles Lane – Hallor, avocatul escroc
- Jameson Thomas – dl. Semple
- Mayo Methot – dna. Semple
- Gladden James – grefierul
- Paul Hurst – primul deputat
- Warren Hymer – bodyguardul

## Premii și nominalizări
- 1937 – Premiile Oscar[2]
  - Cel mai bun regizor lui Frank Capra
  - Nominalizare la Cel mai bun film pentru Columbia Pictures
  - Nominalizare la Cel mai bun actor lui Gary Cooper
  - Nominalizare la Cel mai bun scenariu adaptat lui Robert Riskin
  - Nominalizare la Cea mai bună coloană sonoră lui John P. Livadary
- 1936 – Festivalul de Film de la Veneția
  - Menziune Specială lui Frank Capra
  - Nominalizare la Coppa Mussolini lui Frank Capra
- 1936 - National Board of Review Award
  - Cel mai bun film
- 1937 - New York Film Critics Circle Award
  - Cel mai bun film